# Metallsprayverfahren
Für die Herstellung einer höheren Stückzahl gleichartiger Werkstücke ist der Einsatz des Metallsprayverfahrens zur Formherstellung günstig. Diese Formen werden anschließend z. B. zum Spritzgießen oder Blasen von Kunststoffteilen genutzt. Das Metallsprayverfahren ist damit nur ein Element bei der Vervielfältigung der Prototypen, dem sich die eigentliche Herstellung der Klein- oder Mittelserie anschließen muss.

## Verfahren
Zu Beginn der Herstellung der Form wird ein Trennmittel auf das Urmodell aufgetragen und die Formteilungsebene mit Hilfe einer Platte definiert. Mit Hilfe einer speziellen Spritzpistole wird danach eine dünne Schicht von Metall auf die Urmodelle und die Formteilungsebene aufgetragen. Dazu wird in der Sprühpistole das benötigte Material durch Erhitzung verflüssigt. Je nach Belastung der zu erzeugenden Form wird die Dicke der Schicht gewählt. Sie beträgt etwa 2–4 mm. Diese Form befindet sich in einem Formrahmen. Der verbleibende Hohlraum wird mit Hilfe eines speziellen Materials gefüllt.
Das Füllmaterial besteht dazu aus einem Kunststoff- oder Gipsgemisch, dem bei Bedarf zur Verbesserung der Belastbarkeit der gefertigten Werkzeuge z. B. Glasfasern oder Eisenspäne zugemischt werden können. Nach der Fertigstellung der ersten Formhälfte erfolgt die Herstellung der weiteren benötigten Formteile. Zur Herstellung der Teile ist auch eine Integration von Kernen und anderen Elementen möglich. Mit Hilfe einer spannenden Nachbearbeitung kann die Form in der Oberfläche verbessert und mit zusätzlichen Elementen (z. B. Auswerfern) versehen werden. Danach steht die Form als Werkzeug für die Herstellung einer mittleren Stückzahl von Werkstücken zur Verfügung.
Das erzeugte Werkzeug steht jetzt für den Einsatz zum Herstellen der Serienteile mit Hilfe des Spritzgießens oder des Blasens zur Verfügung. 

## Vorteile und Nachteil
Die Herstellung von Formen mit Hilfe des Metallsprayverfahrens und deren Nutzung bietet folgende wesentliche Vorteile:
- größere Standmenge der erzeugten Formen
- höhere Belastbarkeit der erzeugten Formen
- größere Vielfalt der in der Form verarbeitbaren Materialien

Gleichzeitig sind folgende Nachteile zu beachten:
- hoher Material- und Zeitaufwand zur Herstellung der Formen
- schneller Verschleiß an filigranen Formelementen

## Anwendungsgebiete
Ein Anwendungsgebiet für das Metallsprayverfahren ist die Herstellung von Kleinserien- und Prototypenserien innerhalb der Prozesskette Rapid Product Development.